# استان بوردت اوکونور
استان بوردت اوکونور (به اسپانیایی: Provincia de Burdet O'Connor) یکی از استان‌های بولیوی در بولیوی است که در شهرستان تاریزا واقع شده‌است. استان بوردت اوکونور ۶٬۰۴۳ کیلومتر مربع مساحت و ۱۹٬۳۳۹ نفر جمعیت دارد.